# ملعب الألومنيوم
ملعب الألومينيوم، هو ملعب رياضي لكرة القدم في نجع حمادي بصعيد مصر، يملكه نادي الألومنيوم لكرة القدم وتلعب فيه مبارات الدوري المصري الدرجة الثانية، يتسع الملعب نحو 16,000 متفرج.

## مصدر
1. ↑  Naq Hammadi Estad Aluminium | El Gouna FC نسخة محفوظة 16 أغسطس 2017 على موقع واي باك مشين.